# MTV Movie Awards 2002
De MTV movie awards van 2002 werden op 1 juni gehouden in het Shrine Auditorium te Los Angeles, Californië. De presentatie was in handen van Jack Black en Sarah Michelle Gellar.
Er waren optredens van The Dave Matthews Band, Weezer en Moulin Rouge (Christina Aguilera, Pink, Lil' Kim en Mýa) die weer hun liedje Lady Marmalade zongen.

## Best Movie (Beste film)
Winnaar:
The Lord of the Rings: The Fellowship of the Ring
Genomineerd:
Black Hawk Down
The Fast and the Furious
Legally Blonde
Shrek

## Best Male Performance (Beste acteerprestatie door een man)
Winnaar:
Will Smith, Ali
Genomineerd:
Russell Crowe, A Beautiful Mind
Vin Diesel, The Fast and the Furious
Josh Hartnett, Pearl Harbor
Elijah Wood, The Lord of the Rings: The Fellowship of the Ring

## Best Female Performance (Beste acteerprestatie door een vrouw)
Winnaar:
Nicole Kidman, Moulin Rouge!
Genomineerd:
Kate Beckinsale, Pearl Harbor
Halle Berry, Monster's Ball
Angelina Jolie, Lara Croft: Tomb Raider
Reese Witherspoon, Legally Blonde

## Best male breaktrough performance (Beste mannelijk doorbrekende optreden)
Winnaar:
Orlando Bloom, The Lord of the Rings: The Fellowship of the Ring
Nominated:
DMX, Exit Wounds
Colin Hanks, Orange County
Daniel Radcliffe, Harry Potter en de Steen der Wijzen
Paul Walker, The Fast and the Furious

## Best female breaktrough performance (Best doorbrekende optreden)
Winnaar:
Mandy Moore, A Walk to Remember
Genomineerd:
Penélope Cruz, Blow
Anne Hathaway, The Princess Diaries
Shannyn Sossamon, A Knight's Tale
Britney Spears, Crossroads

## Best On-Screen team (Beste team op het scherm)
Winnaar:
Vin Diesel en Paul Walker, The Fast and the Furious
Genomineerd:
Casey Affleck, Scott Caan, Don Cheadle, George Clooney, Matt Damon, Elliott Gould, Eddie Jemison, Bernie Mac, Brad Pitt, Shaobo Qin en Carl Reiner, Ocean's Eleven
Jackie Chan en Chris Tucker, Rush Hour 2
Cameron Diaz, Eddie Murphy en Mike Myers, Shrek
Ben Stiller en Owen Wilson, Zoolander

## Best Villain (Beste schurk)
Winnaar:
Denzel Washington, Training Day
Genomineerd:
Aaliyah, Queen of the Damned
Christopher Lee, The Lord of the Rings: The Fellowship of the Ring
Tim Roth, Planet of the Apes
Zhang Ziyi, Rush Hour 2

## Best Comedic Performance (Beste komische optreden)
Winnaar:
Reese Witherspoon, Legally Blonde
Genomineerd:
Eddie Murphy - Shrek
Mike Myers, Shrek
Seann William Scott, American Pie 2
Chris Tucker, Rush Hour 2

## Best Kiss (Beste zoen)
Winnaar:
Jason Biggs en Seann William Scott, American Pie 2
Genomineerd:
Nicole Kidman en Ewan McGregor, Moulin Rouge!
Mia Kirshner en Beverly Polcyn, Not Another Teen Movie
Heath Ledger en Shannyn Sossamon, A Knight's Tale
Renée Zellweger en Colin Firth, Bridget Jones's Diary

## Best Action Sequence (Beste actiescène)
Winnaar:
The attack scene, Pearl Harbor
Genomineerd
First helicopter crash, Black Hawk Down
The final race, The Fast and the Furious
The cave tomb battle, The Lord of the Rings: The Fellowship of the Ring

## Best fight (Beste gevecht)
Winnaar:
Jackie Chan enChris Tucker tegen de Hong Kong bende, Rush Hour 2
Genomineerd:
Angelina Jolie tegen de robot, Lara Croft: Tomb Raider
Christopher Lee tegen Ian McKellen, The Lord of the Rings: The Fellowship of the Ring
Jet Li tegen zichzelf, The One

## Best musical sequence (Beste muzikale optreden)
Winnaar:
Nicole Kidman and Ewan McGregor, Moulin Rouge!
Genomineerd:
Nicole Kidman, Moulin Rouge!
Heath Ledger and Shannyn Sossamon, A Knight's Tale
Chris Tucker, Rush Hour 2

## Best Line (Beste zin)
Winnaar:
"Oh, I like your outfit too, except when I dress up as a frigid bitch, I try not to look so constipated." - Reese Witherspoon, Legally Blonde
Genomineerd:
"Yeah, I kind of superglued myself, to, uh, myself" - Jason Biggs, American Pie 2
"We graduated high school. How totally amazing." - Thora Birch, Ghost World
"Oh, it's already been broughten!" - Jaime Pressly, Not Another Teen Movie
"King Kong ain't got nuthin on me." - Denzel Washington, Training Day
"There's more to life than just being really, really, really good looking." - Ben Stiller, Zoolander

## Best cameo (beste bijrol)
Winnaar:
Snoop Dogg, Training Day
Genomineerd:
Dustin Diamond, Made
Kylie Minogue, Moulin Rouge!
Molly Ringwald, Not Another Teen Movie
Charlton Heston, Planet of the Apes
David Bowie, Zoolander

## Best dressed (het beste gekleed)
Winnaar:
Reese Witherspoon, Legally Blonde
Genomineerd:
Britney Spears, Crossroads
Thora Birch, Ghost World
George Clooney, Ocean's Eleven
Will Ferrell, Zoolander
Ben Stiller, Zoolander

## Beste nieuwe filmmaker
Christopher Nolan, regisseur van Memento
1992 · 1993 · 1994 · 1995 · 1996 · 1997 · 1998 · 1999 · 2000 · 2001 · 2002 · 2003 · 2004 · 2005 · 2006 · 2007 · 2008 · 2009 · 2010 · 2011